# Miloslav Matas
Miloslav Matas (5. září 1909 České Budějovice – 23. listopadu 1973 Rychnov nad Kněžnou) byl český spisovatel, právník, vězeň komunistického režimu.

## Život

### Mládí a studia
Narodil se v rodině pokladníka státní dráhy Vojtěcha Matase a jeho manželky Marie, rozené Peikerové. Po maturitě na Masarykově reálném gymnáziu v Plzni studoval v letech 1929–1936 na Právnické fakultě Univerzity Karlovy. Zdroje uvádějí, že studium úspěšně ukončil v roce 1935.

### Za Protektorátu
Po studiích se stal v Plzni notářským koncipientem; od počátku roku 1944 byl internován v Terezíně a v internačním táboře pro mužské partnery z tzv. smíšených manželství Kalek, protože jeho manželka byla židovského původu.

### Vězení a Častolovice
Po 2. světové válce byl do roku 1953 v Chomutově notářem a poté, do zatčení, v advokátní kanceláři. V roce 1954 byl odsouzen na 11 let odnětí svobody, propadnutí majetku a ke ztrátě občanských práv. Důvodem byla jeho činnost v odbojové skupině Legie svobody. Vězněn byl Litoměřicích, v Praze-Pankráci a Leopoldově.
Po propuštění na amnestii pracoval v letech 1960–1964 jako ekonom na státním statku Ahníkov (obec u Chomutova, zaniklá v důsledku dolování). Poté se stal kastelánem na zámku v Častolovicích, kterým zůstal do konce života. Zemřel v Rychnově nad Kněžnou, pochován je v Častolovicích.

### Rodinný život
Miloslav Matas byl dvakrát ženat. První manželka byla židovského původu, v době, kdy byl Miloslav Matas komunistickým režimem vězněn, se s ním rozvedla.
Jeho druhou manželkou byla Olga Moravcová, rozená Knolová. Olga Knolová byla za svobodna mladistvou láskou básníka Jiřího Ortena (vlastním jménem Jiří Ohrenstein), za německé okupace se provdala za Jana Moravce, bratra generála Františka Moravce; v tomto manželství se narodily dvě děti. Po rozvodu se v roce 1960 za Miloslava Matase provdala.

## Dílo

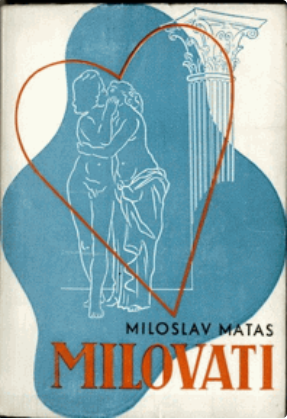
Miloslav Matas: Milovati (obálka 1943)

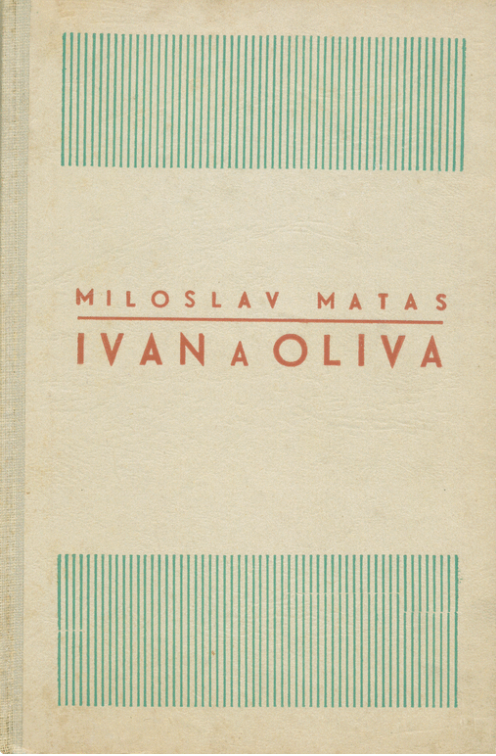
Miloslav Matas: Ivan a Oliva (obálka, 1944)

### Noviny a časopisy
Ve 30. letech 20. století přispíval do Národních listů referáty o plzeňských divadelních představeních i vlastní prozaickou tvorbou a verši. Jeho verše zveřejnilo i České slovo.

### Knižní vydání
Zatímco o Matasových verších se kritika vyjadřovala sice s připomínkami, ale v zásadě s pochopením, již k první próze Tulácká dobrodružství byly vysloveny výhrady k neukázněnosti koncepce. Lépe byla přijata kniha povídek Jenom den. Románu Milovat věnoval v roce 1944 pozornost časopis Naše řeč, který rozsáhle kritizoval jeho nedostatky, jako „toporný ráz a měnící zamýšlenou duchaplnost v nepůsobivou bombastičnost“. Negativně vyzněla i kritika románu Ivan a Oliva.
- Bibelot (poesie; Košice, B. Adámková,	1927)
- Legenda (Praha, Alois Srdce, 1930)
- Poslání (Praha, Alfa,	1930)
- Konec dona Juana (Milostná poesie 1926-1930; Plzeň, nákl. vlastním, 1931)
- Lotr po levici posílá poslední pozdrav světu (báseň 1931; Praha, Umělecká skupina Alfa, 1931)
- Skrytá vítězství (soubor veršů z let 1928-1932; V Košicích, Státní tiskárna, 1934)
- Verše do památníku (V Plzni, Literárně-umělecký klub,	1934)
- Plzeňské písničky (rukopisný přepis deseti písniček jako součást autorova přání k 85. narozeninám T.G. Masaryka; V Plzni, nákl. vlastním, 1935)
- Plzeňské písničky (9 písní; V Plzni, nákladem vlastním, 1935)
- 1431 (báseň na oslavu největšího husitského vítězství u Domažlic; Plzeň, Nezávislá jednota čs. legionářů a Kruh jejích přátel, 1936)
- Kniha lásky (intimní milostná lyrika; V Plzni, Emil Kosnar, 1937)
- Don Juan se vrátil (láska v úpadku) (komedie o předehře, dvou jednáních a dohře; V Praze, František Švejda, 1938)
- Plzeň Jugoslavii (spoluautor; Plzeň, Literární edice Českoslov.-jihosl. ligy, 1938)
- Tulácká dobrodružství (paměti tuláka Tomáše Lina; V Plzni, Nakladatelství Českého deníku,	1939)
- Jenom den (1932-1934) (povídky; V Plzni, Emil Kosnar, 1940)
- Jihočeské postavy (básně doprovázející pět dřevořezů Oty Matouška; V Č. Budějovicích, Sdružení jihočeských výtvarníků, 1940)
- Bedřich Smetana v Plzni (V Plzni, E. Kosnar,	1941)
- Milovati (společenský román; V Praze, Václav Palán, 1943)
- Romancero (básně; V Plzni, Osvěta, 1943)
- Ivan a Oliva (román; 	Plzeň, E. Kosnar, 1944)
- Na harfě mříží (knižně nevydáno, verše z doby pobytu ve vězení)

### Nakladatel
V roce 1930 byl Miloslav Matas uveden jako nakladatel Bezručovy básně Já. Zisk měl být věnován plzeňskému Ústavu pro hluchoněmé děti. Protože si však Matas v soukromém dopise stěžoval na nezájem veřejnosti o Bezručovo dílo, zřejmě tento projekt skončil neúspěchem. Některá svá díla též vydával vlastním nákladem.

## Zajímavosti
- V roce 1935 se jméno Miloslava Matase, tehdy studujícího práv, objevilo v tisku, když byl zatčen (podle jiného zdroje pouze vyslýchán) v souvislosti s padělanými akademickými hodnostmi. Měl mít spolu s Josefem Matasem na starosti jejich prodej na východě republiky.[12][13]
- Miloslav Matas vzpomínal, že v Leopoldově by vězněn spolu s Gustávem Husákem, který byl ve věznici knihovníkem.[2]